# Carmen Weiler
Carmen Weiler Sastre (Bangkok, Tailandia, 25 de octubre de 2004) es una nadadora española especialista en estilo espalda.

## Trayectoria deportiva
Ganó una medalla de oro en el Campeonato Europeo de Natación Junior de 2021, en la prueba de 100 m espalda. Obtuvo una medalla de bronce en los Juegos Mediterráneos de 2022, en la prueba de 100 m espalda.
Participó en los Juegos Olímpicos de París 2024, ocupando el noveno lugar en los 100 m espalda y el decimotercero en los 200 m espalda.
Nació en Bangkok y fue criada en Singapur, hija de padre alemán y madre valenciana. Actualmente reside en Estados Unidos, en donde estudia Ciencias Biológicas en el Instituto Politécnico y Universidad Estatal de Virginia y entrena con el equipo del instructor Sergi López.